# Macracantha hasselti
Espèce
Synonymes
- Gasteracantha hasselti C. L. Koch, 1837
- Gasteracantha horrens Thorell, 1859
- Gasteracantha parvula Thorell, 1859
- Gasteracantha blackwalli Keyserling, 1864
- Gasteracantha helva Blackwall, 1864
- Gasteracantha hepatica L. Koch, 1871
- Gasteracantha propinqua O. Pickard-Cambridge, 1879
- Gasteracantha pictospina van Hasselt, 1882
- Gasteracantha perakensis Simon, 1901
- Gasteracantha tjibodensis Strand, 1907

Macracantha hasselti est une espèce d'araignées aranéomorphes de la famille des Araneidae.

## Distribution
Cette espèce se rencontre en Inde, au Pakistan et de la Chine à l'Indonésie.
Elle a été observée en Inde,,, au Pakistan, en Chine,, en Birmanie, en Thaïlande, au Viêt Nam, au Cambodge, en Malaisie, à Singapour et en Indonésie à Java et aux Moluques.

## Habitat
Cette espèce occupe les petits arbustes dans les forêts tropicales sèches.

## Description

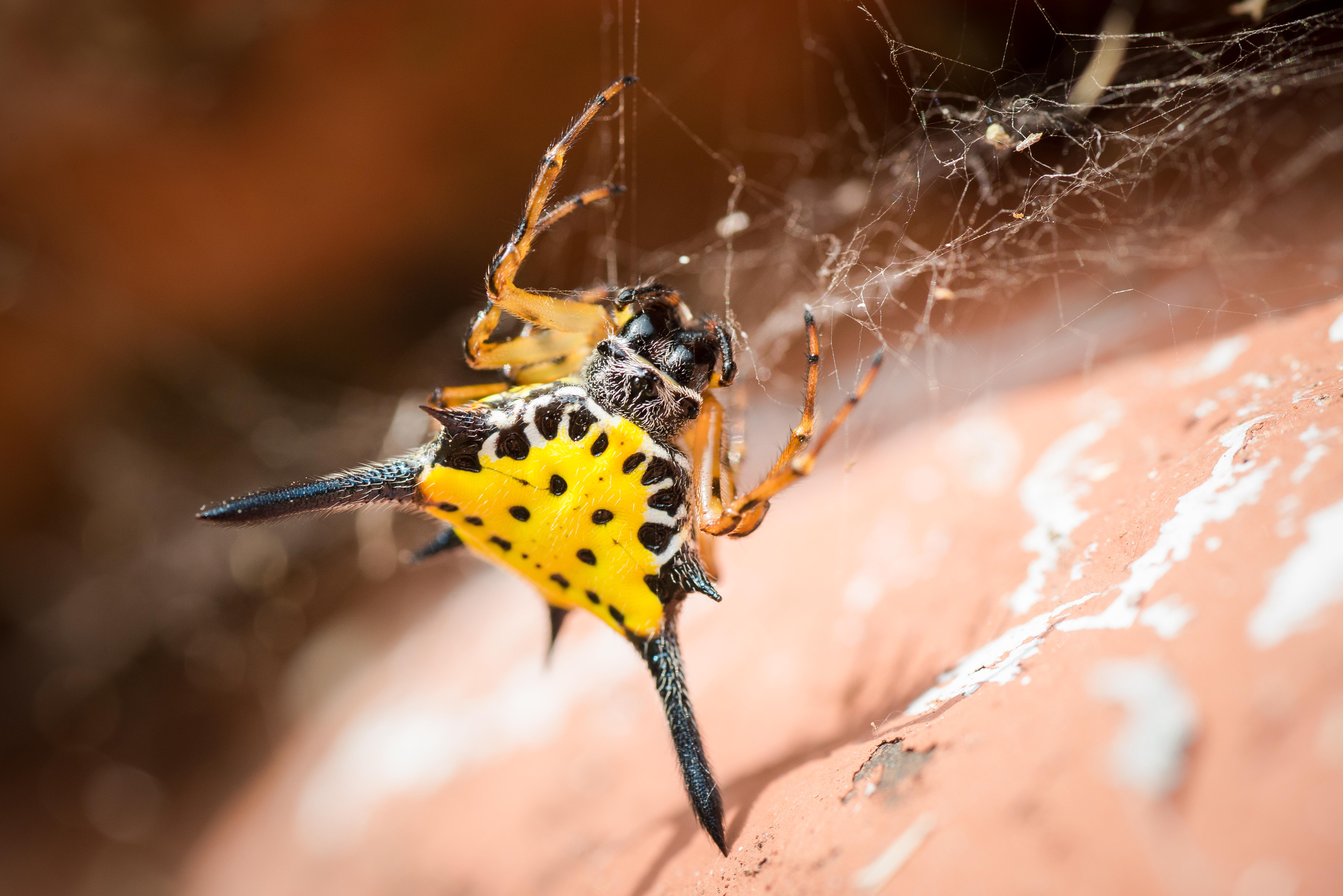
Macracantha hasselti

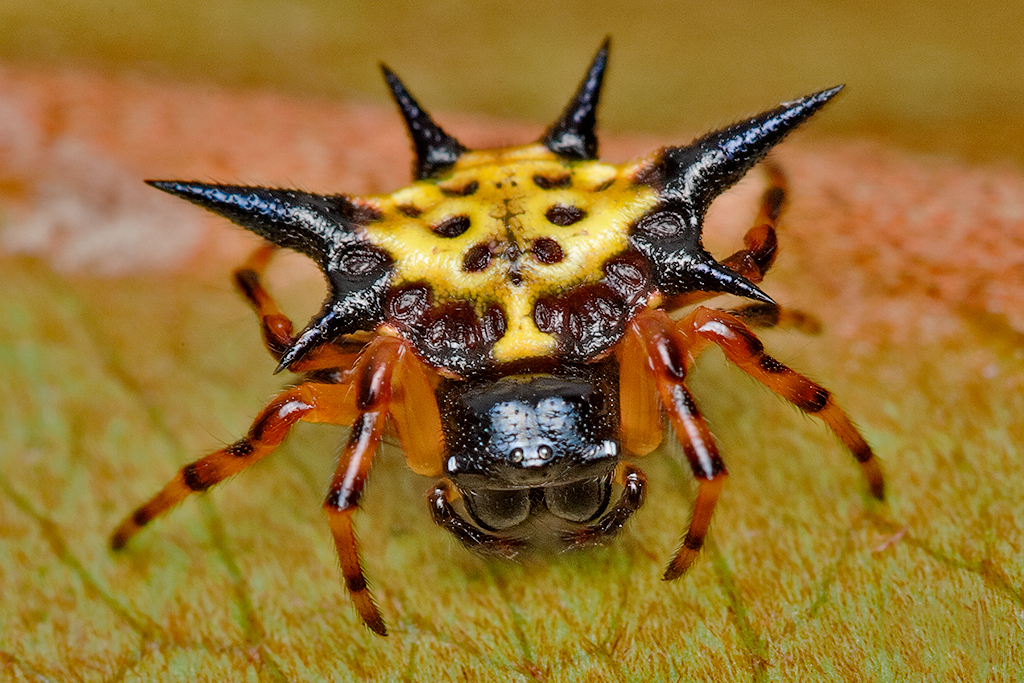
Macracantha hasselti

Le femelle mesure de 6 à 8 mm et le mâle de 4 à 6 mm.
Le céphalothorax est marron foncé couvert de poils marron et gris. La partie céphalique présente une dépression en forme de rainure et la partie thoracique est plus basse. Le quadrangle oculaire est plus large en arrière qu'en avant. Les yeux médians postérieurs sont cerclés de noir. Le sternum est en forme de cœur avec la pointe orientée en arrière et présente une teinte blanche à jaunâtre marquée de losanges brun foncé. Les chélicères sont robustes et fortes de couleur marron à noire.
Les pattes sont courtes et robustes avec des taches marron foncé sauf sur les fémurs des premières et secondes pattes.
L'abdomen octogonal est plus large que long,. La partie dorsale est jaunâtre à jaune-ocre avec plusieurs paires de sigilla. Les sigilla sont au nombre de 24,. Elles sont réparties en une ligne antérieure courbe composée de dix sigilla suivant le bord antérieur de l'abdomen, en une ligne postérieure courbe composée de dix sigilla suivant le bord postérieur de l'abdomen et en un quadrangle central,,. Les sigilla sont principalement de forme ovale et de taille identique à l'exception des deux sigilla centrales de la ligne postérieure qui sont bien plus petites et rondes. L'abdomen est doté de six épines de forme conique et de couleur noir bleuté, droites et divergentes. Celles de la paire centrale sont plus grandes et plus pointues. La face ventrale est couverte de points blancs.

## Comportement

### Toile

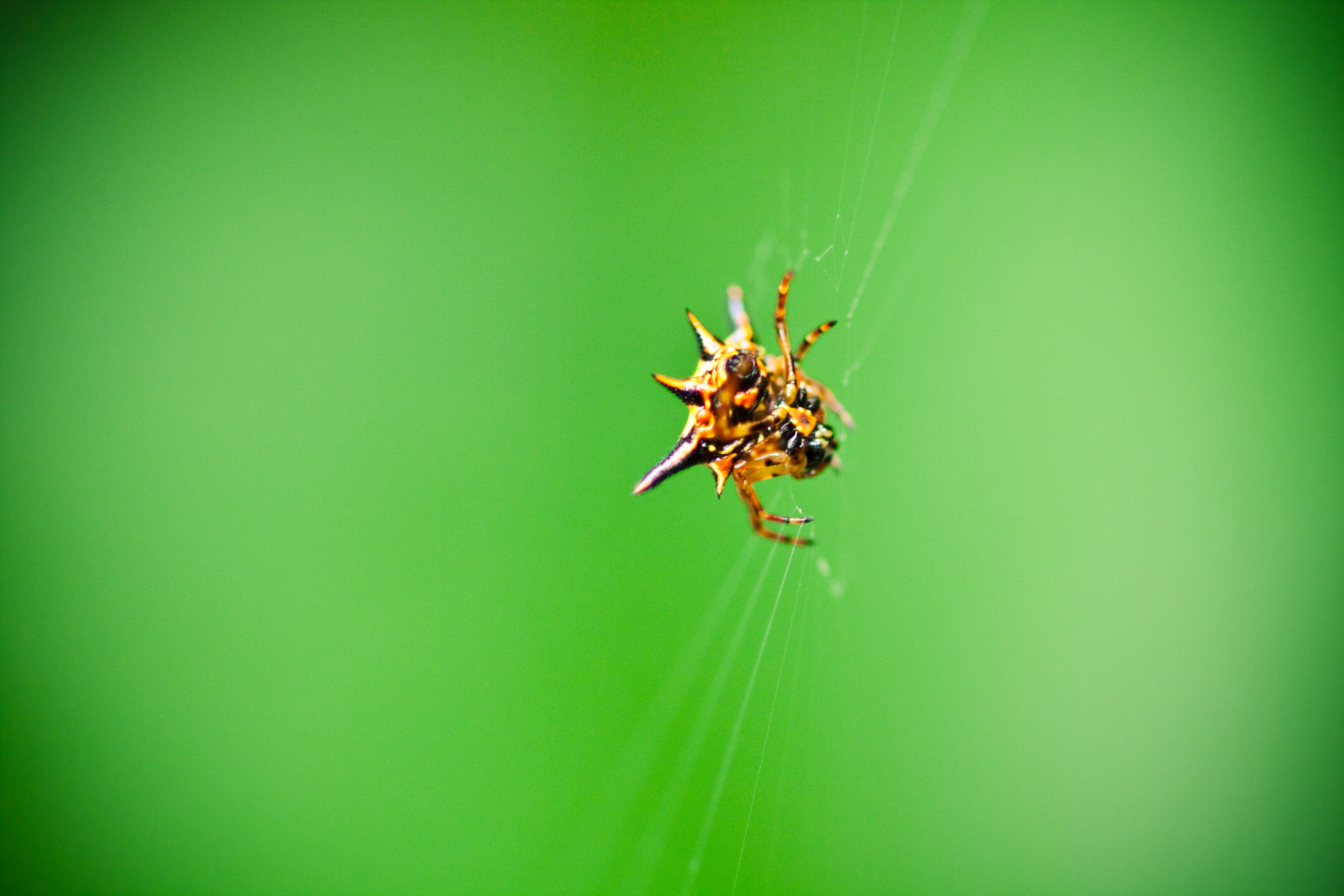
Macracantha hasselti sur sa toile

Macracantha hasselti construit une toile verticale entre les branches de petits arbustes et occupe son centre dans l'attente de proies.

## Systématique et taxinomie
Cette espèce a été décrite sous le protonyme Gasteracantha hasseltii par Carl Ludwig Koch en 1837. Elle est placée dans le genre Macracantha par Macharoenboon, Siriwut & Jeratthitikul en 2021.

## Étymologie
Cette espèce est nommée en l'honneur de Johan Coenraad van Hasselt.

## Publication originale
- C. L. Koch, 1837 : Die Arachniden. Nurnberg, C.H. Zeh’sche Buchhandlung, vol. 4, no 1/5, p. 1-108 (texte intégral).